# Michael Apelgren
Michael Apelgren (Estocolm, Suècia, 20 d'agost de 1984) és un jugador d'handbol suec, que juga amb BM Granollers a la posició de central a la Lliga ASOBAL